# Hipèrbat (179 aC)
Hipèrbat o Hipèrbates (en llatí Hyperbatus o Hyperbatas, en grec antic Ύπέρβατος, segons Polibi, o Ὑπερβατᾶς, segons Plutarc) fou estrateg de la Lliga Aquea l'any 179 aC.
Els romans van exigir a la Lliga Aquea que els exiliats espartans fossin cridats per tornar a Lacedemònia sense cap distinció; a l'assemblea aquea es va reunir per discutir l'exigència romana, Hipèrbates va actuar com a director de la reunió i es va oposar a Licortes. Hipèrbates va proposar acceptar la petició romana mentre Licortes s'hi oposava. Hipèrbat, en la seva posició, va rebre el suport de Cal·lícrates de Leòntion.
Apareixen de nou junts Hipèrbates i Cal·licrates el 168 aC oposant-se a la proposta de Licortes d'enviar assistència als reis Ptolemeu VI Filomètor i Ptolemeu VIII Evergetes II Fiscó en la seva guerra contra Antíoc IV Epífanes.